# Partnering
Non esiste un'unica definizione del concetto Il partnering. Questo è in generale "la disciplina che ha per effetto l'aumento del vantaggio competitivo dei partner, basata sull'acquisizione di buone prassi e che consiste nello sviluppare relazioni di successo nel medio termine tra clienti e fornitori o tra fornitori e fornitori".

## Missione
Il partnering in economia viene detto anche business partnering ed è applicato tanto al settore dei prodotti quanto a quello dei servizi. La sua missione consiste nell'aumentare i risultati ottenuti dalla direzione d'impresa e territoriale nell'unità di tempo e a parità di budget.

## Tipi di partenariati
Un partenariato può assumere diverse forme caratteristiche:
- Orizzontale/verticale/mista. Il partenariato è orizzontale se è formata da organizzazioni simili e con potere decisionale a loro volta simile. I partenariati orizzontali sono dette anche reti o 'network' (reti di imprese, reti di enti pubblici, reti di associazioni di categoria, ecc.). I partenariati verticali sono create fra organizzazioni gerarchiche con potere decisionale differente (per esempio comuni insieme a provincie, regioni e governo nazionale). I partenariati verticali nel settore pubblico si rifanno al concetto di sussidiarietà verticale introdotto dal Trattato di Maastricht del febbraio 1992. I partenariati misti esistono quando i partenariati orizzontali o verticali si ibridano, assumono "spessore" e diventano qualcosa di diverso ('tessuti organizzativi') in base a tipo e numero di partner che inglobano.
- Strategica/non strategica. Il P. "strategica" è quella in cui i partner lavorano insieme rispettivamente per realizzare una strategia di partnering e viceversa.
- Territoriale/industriale/mista. Il P. è prevalentemente territoriale se composta da partner costituiti da organizzazioni prevalentemente contigue (es: "distretto industriale", cluster, ...).
- Settoriale o intersettoriale. Il P. è settoriale se i suoi partner agiscono prevalentemente in un solo settore produttivo (es: auto, tecnologia, moda, casa, agricoltura, artigianato, commercio, ecc.) e viceversa. Un esempio di partenariato intersettoriale è quella creata tra iPod e Nike per monitorare le prestazioni durante il jogging.
- Logica/interlogica. Il P. si dice logica, se i partner sono ad esempio solo privati (obiettivi individuali prevalenti), solo pubblici (obiettivi comuni prevalenti), oppure sono di più tipi;
- Razionale/emotiva. Il P. razionale è quella in cui i partner lavorano insieme sulla base di un piano previsionale formalizzato, oppure senza alcun piano, ossia attraverso l'improvvisazione.

Le caratteristiche assunte da un partenariato in base a questi fattori determinano una maggiore o minore eterogeneità nelle necessità, negli obiettivi, nel modus operandi e quindi la complessità organizzativa e nei metodi di facilitazione del partenariato stesso.

## Obiettivi
Il partnering ha l'obiettivo di aiutare le organizzazioni-partner a ridurre questa complessità e ottenere i vantaggi individuati dalla teoria economica in organizzazioni tra loro diverse. Ad esempio:
- risparmiare tempo e denaro nell'acquisto di materie prime di uso comune viene indicato come importante dalla prospettiva economica dei "costi di transazione"
- migliorare la visibilità della propria marca e aumentare le vendite nei paesi in cui non si è presenti ("potere di mercato")
- ridurre i conflitti interni ("management strategico")
- valorizzare risorse naturali, umane, strutture, dotazioni, impianti, ecc. di cui si dispone ("risorse scarse"), ecc.

## Partnering turistico: fasi, variabili, imperativi e strumenti di partnering
Il turismo rappresenta uno dei settori economici in cui collaborare in modo sempre più produttivo tra privati, pubblico e associazionismo è più importante. In questo settore è stato formalizzato il metodo, definito partnering turistico il cui fine è migliorare la produttività del partenariato, ossia l'efficienza espressa in generale dal rapporto Costi / Risultati. Il partnering turistico individua 10 "colli di bottiglia" che oltre 350 partenariati nel mondo hanno dovuto superare per diventare sempre più produttive. A questi colli di bottiglia corrispondono altrettante variabili. Le variabili di Partnering iniziano con la lettera "A", per facilitarne la memorizzazione e costituiscono le "10A" di partnering. Nelle fasi di impostazione, caratterizzazione, organizzazione e consolidamento, queste includono:
1. Impostazione del partenariato:
  1. Attrazione - Ascoltare gli operatori e i clienti, priorizzare le opportunità, fissare gli errori del passato da evitare, ecc., (strumento tipico: lettera d'intenti)
2. Caratterizzazione 
  1. Assestamento - Definire risultati attesi, metodi e sistemi di controllo e capire come aiutare i possibili partner a trarre il massimo dei benefici dalla strategia (strategia di partnering e portfolio servizi interni, ...)
  2. Adeguamento - Dare seguito alla strategia di in modo rapido, economico e coerente (packaging statico e dinamico)
3. Organizzazione
  1. Articolazione - Definire "chi-fa-cosa" nel partenariato (organigrammi, disciplinari fornitori-collaboratori, ecc.)
  2. Adesione - Creare la base associativa e finanziaria necessaria per l'avvio delle attività (sponsorizzazione, co-finanziamento e formalizzazione della struttura giuridica)
  3. Attivazione - Avviare la distribuzione di prodotti e servizi comuni verso il mercato finale o/e intermedio (database-fornitori, centrali d'acquisto, reti di vendita congiunte, co-branding, accordi di supervisione, ecc.)
4. Consolidamento
  1. Accelerazione - Aumentare il ritmo del recupero competitivo dei partner (incentivi - disincentivi)
  2. Affiliazione - Integrare la catena del valore in modo mirato (scouting)
  3. Affiatamento - Sviluppare opportunità di fatturato, di business, di occupazione e investimento (opportunity forum, ...)
  4. Approccio - Acquisire la conoscenza non scritta, ma necessaria, prima dei competitori (strategie di intelligence)

Ad oggi queste iniziative sono spesso avviate in modo scollegato da una visione d'insieme e come tali hanno una produttività sub-ottimale. Allo stesso modo in cui il "marketing mix" è importante, il "partnering mix (Droli, 2007) è l'insieme delle decisioni adottate dal partenariato sulle 10A volto a sommarne o moltiplicarne gli effetti.

## Livelli dipartnering
Il partnering propone tre tipi di soluzioni diverse suddivise in base al periodo di tempo entro cui queste sono in grado di produrre risultati:
- palliativa (brevissimo termine): consiste nell'applicare le buone prassi e nell'evitare i tranelli in cui sono caduti gruppi affini per caratteristiche e per posizione occupata sul ciclo di vita
- metodologica (breve-medio): consiste in un percorso di lavoro semplice, ma rigoroso che consente di risolvere tutte le principali questioni aperte, non "solo" quelle su cui esistono esperienze da importare
- scientifica (breve-medio termine): consiste nel migliorare gli scambi di risorse (informazioni, soldi, innovazioni, ecc.) fra le persone e le organizzazioni attraverso il ricorso a indicatori numerici

## Vantaggi apportati dalle attività di partnering
In generale, il vantaggio principale apportato dalle attività di partnering consiste in un migliore rapporto tra i Risultati ottenuti dalle attività del partenariato e i Costi sostenuti per ottenerli, quindi in una maggiore produttività delle risorse economiche e umane disponibili.
l tipo dei vantaggi varia anche di molto in base alla strategia e quindi alle attività svolte dal partenariato: marketing (co-marketing), gestionali-manageriali (co-management), condivisione delle risorse ambientali (resource sharing) e di altro tipo. 
Sappiamo già che il marketing migliora la produttività delle relazioni tra domanda e offerta attraverso il marketing mix e il management migliora la produttività delle relazioni tra management e dipendenti attraverso le decisioni aziendali e la leva dell'autorità.
Il partnering può rende più produttive le interazioni tra sistemi di offerta anche ampi come distretti industriali, STL, consorzi, ecc. e mercati.
- Attrazione: sempre migliori sensibilità alle opportunità di mercato ed alle possibilità di fare business insieme, maggiori capacità di gestire un circuito di informazioni e aspettative di successo realistiche

- Assestamento: livelli di razionalità sempre maggiori, obiettivi percepiti come propri e quindi piani di lavoro ancora più partecipati
- Adeguamento: più chiarezza nei ruoli svolti da ciascuno, decisioni comuni più tempestive, funzioni operative sempre più coerenti con la strategia

- Articolazione: norme non percepite come un costo ma come un utile, più capacità di assumersi responsabilità, maggiori risultati apportati attraverso la tecnologia
- Adesione: maggiori capacità di valorizzare i risultati prodotti dal gruppo, maggiore autorevolezza della leadership, più fiducia nelle direzioni management e marketing
- Attivazione: creazione dei prodotti e degli strumenti di vendita all'insegna dell'innovazione, valori condivisi che facilitano la supervisione mirata delle opere pubbliche, creazione della cultura dell'accoglienza, dell'accessibilità e dell'animazione che serve, là dove serve di più

- Accelerazione: tempi di apprendimento  e di adattamento sempre più brevi.
- Affiliazione: maggiore coesione fra nuovi fornitori locali e management, capacità individuali più adeguate a realizzare il piano e migliori relazioni tra il partenariato e il settore/località in cui questa opera
- Affiatamento: più apertura reciproca fra i partner, un conflitto per la spartizione di nuovi risultati e non per la suddivisione di quelli già esistenti, maggiore consenso sulle decisioni assunte
- Approccio: maggiore potere di negoziare scambi di know-how con gruppi leader sul mercato globale, maggiori possibilità di valorizzare persone con competenze specifiche esistenti, minore rischio di perdere informazioni strategiche a seguito dell'interscambio di know-how

Questi vantaggi consentono ad un partenariato di lavorare insieme in modo sempre più produttivo e simile a quello in cui funziona un'unica, ma più grande impresa. L'insieme dei risultati ottenuti è detto vantaggio partnering o 'coopetitivo'.

## Ruolo
Il partnering integra i compiti svolti da due scienze di riferimento quali il marketing (relazioni domanda-offerta) ed il management (processo di produzione aziendale) necessarie ma insufficienti a risolvere problemi legati al coinvolgimento, alla creazione di valore "dal basso", alla coesione fra imprese, ecc.
Grazie ad un metodo lavoro per coordinare la cooperazione più semplice, ma rigoroso:
- i partner producono sempre più innovazioni (informazioni, miglioramenti, servizi, ecc.) che confluiscono verso portali web, cataloghi di vendita, call-center e reti di vendita, migliorano il rapporto qualità / prezzo percepito dal cliente e quindi aumentano le probabilità di vendita a parità di tutte le altre variabili di marketing;
- il management definisce strategie ancora più condivise, produce i servizi richiesti dalla strategia attraverso altre organizzazioni, cattura sempre più opportunità di fatturato e favorisce sempre più gli investimenti.
- la leadership politica ottiene sempre maggiore consenso grazie ai risultati anch'essi maggiori e migliori che è stata in grado di produrre.

Negli Stati Uniti d'America, uno dei paesi che hanno dato vita a più alleanze fra grandi industrie, esiste da tempo un'espressione che definisce il partenariato: "the dark side of business" (il lato nascosto degli affari).

## Status scientifico
Il partnering turistico ad un livello più evoluto:
- utilizza modelli di rappresentazione statistica basati su concetti sia nuovi che conosciuti introdotti da grandi sociologi quali Max Weber, da economisti famosi quali Oliver Williamson, da esperti di Produzione che hanno fatto scuola come Taiichi Ōno ed altri;
- trasforma le necessità reali dei partner, le loro disponibilità ad auto-finanziare i progetti, i contenuti degli accordi ed altre prestazioni essenziali del partenariato da impressioni in numeri;
- permette di individuare problemi ed opportunità nascoste (diagnosi), consente previsioni sull'evoluzione del partenariato in assenza di intervento (prognosi) e garantisce la possibilità di iniziative di rinforzo mirate;
- apporta una novità sotto il profilo del metodo che, non essendo più basato sulla "sola" valutazione personale o stima, diventa fondato sulla misurazione e sull'analisi, così come avviene in qualsiasi altra disciplina scientifica.

Il partnering turistico a questo livello propone gli strumenti per il "Coordinamento scientifico del partenariato".